# El triangle de la tristesa
El triangle de la tristesa (títol original en anglès, Triangle of Sadness) és una comèdia satírica d'humor negre, estrenada l'any 2022 durant el Festival de Cinema de Canes, escrita i dirigida Ruben Östlund i protagonitzada per Harris Dickinson, Charlbi Dean i Woody Harrelson. La producció de la pel·lícula va aturar-se en dues ocasions durant l'any 2020 a causa de la pandèmia COVID-19. La pel·lícula va ser guardonada amb la Palma d'Or del festival després de rebre una ovació de vuit minuts per part del públic que va assistir a l'estrena. S'ha doblat i subtitulat al català.

## Trama
Una parella de models que ha esdevingut famosa en el món de les xarxes socials, Carl i Yaya, és convidada a participar en un creuer de luxe exclusiu per a milionaris, el capità del qual és marxista, i on tot plegat comença a anar a mal borràs des de bon començament.

## Repartiment
- Harris Dickinson com a Carl
- Charlbi Dean com a Yaya

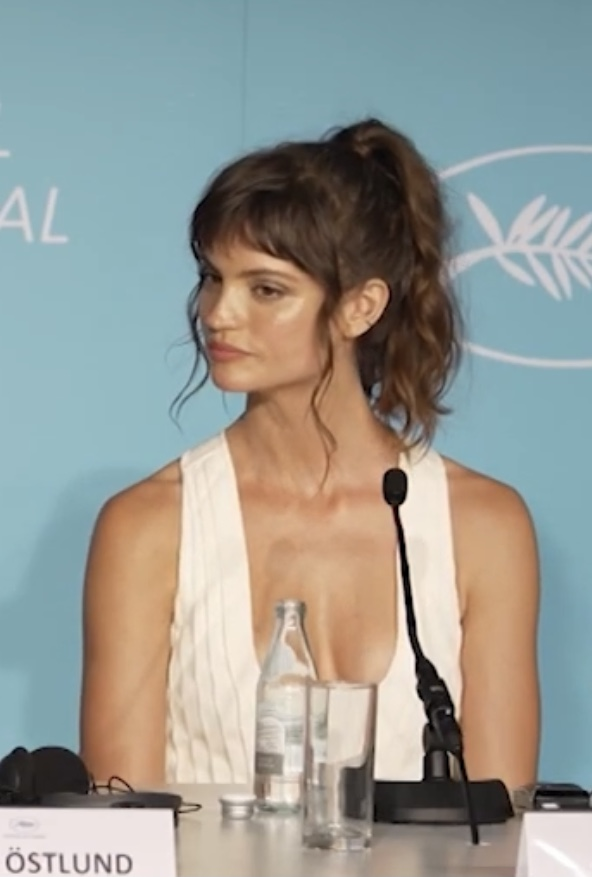
L'actriu Charlbi Dean, protagonista del film

- Woody Harrelson com a capità Thomas Smith
- Dolly de Leon com a Abigail
- Zlatko Burić com a Dimitry
- Iris Berben
- Vicki Berlín com a Paula
- Sunnyi Melles com a Vera
- Henrik Dorsin com a Jorma Björkman
- Carolina Gynning com a Ludmilla
- Hanna Oldenburg
- Oliver Ford Davies com a Winston
- Amanda Walker com a Clementine
- Arvin Kananian com a Darius

## Producció
El projecte va ser anunciat pel director Ruben Östlund el juny de 2017, un mes després què la seva pel·lícula The Square guanyés la Palma d'Or al 70è Festival de cinema de Canes. La pel·lícula portaria com a títol Triangle of Sadness i havia de ser una sàtira "salvatge" sobre el món de la moda i del superrics que se sustenta en l' "aparença com a capital" i en la "bellesa com a moneda de canvi". Segons el cineasta, el títol fa referència a un terme utilitzat per cirurgians plàstics per descriure l'arruga de preocupació que es forma entre les celles i que es pot fer desaparèixer en 15 minuts amb una aplicació de Botox.
La recerca per a documentar algunes parts del guió va tenir lloc el maig de 2018. La tria de les actrius i dels actors va fer-se entre l'agost i el novembre de 2018 a Berlín, París, Londres, Nova York, Los Angeles i Gothenburg, i va continuar a Moscou el març de 2019. Les localitzacions per al rodatge van començar el gener de 2019 i van durar intermitentment fins a octubre de 2019. Des de novembre 2019 a la primera meitat de febrer 2020, Östlund va afinar els últims detalls de pre-producció de la pel·lícula.
El 4 de febrer de 2020 es va anunciar que El triangle de la tristesa començaria a rodar-se el 19 de febrer a Suècia i a Grècia, durant un període de 70 dies i que en el repartiment i figurarien Harris Dickinson, Charlbi Dean, i Woody Harrelson. El 26 de març es va aturar la producció a causa de la pandèmia quan només s'havia rodat un 37% del material.
Després de tres mesos d'interrupció, el 27 de juny la producció es va reprendre a Suècia cosa que va permetre a Harrelson d'enllestir la seva participació en el rodatge, que es va interrompre un cop més el 3 de juliol. El 18 de setembre la producció es va reprendre filmant exteriors a la platja de Hiliadou, a Grècia, fins a completar 38 dies de rodatge, repartits al llarg de vuit setmanes. El nombre total de dies de rodatge va ser de 73. Östlund va esmentar que durant tot el procés es van arribar a fer mil seixanta-un test d'antígens entre els membres de l'equip i que cap d'ells va resultar positiu.
Altres localitzacions foren diverses illes gregues, els estudis cinematogràfics Film i Vast a Trollhättan, a Suècia, i el iot Christina O, que havia estat propietat de Aristòtelis Onassis i Jackie Kennedy.
El muntatge i la postproducció va iniciar-se durant la primera quarantena de la COVID i va durar 22 mesos.

## Recepció

### La crítica cinematogràfica
En les pàgines de l'agregador de crítiques Rotten Tomatoes un 73% d'un total de trenta-tres crítiques de la pel·lícula són positives, amb una valoració mitjana de 7,8/10. L'opinió consensuada dels crítics és que "El triangle de la tristesa' no mostra la mateixa radicalitat que els treballs previs de Östlund, però l'humor negre que destil.la el ramblatge que dedica als obscenament rics s'ho val". A Metacritic la pel·lícula hi té una valoració mitjana de 66 sobre 100, basada en quinze crítiques globalment considerades com a "favorables".